# 王昆 (1931年)
王崑（1931年12月—1958年10月21日），男，吉林舒兰人，中国人民解放军海军航空兵某师第十团（海空雄鹰团）副团长、战斗英雄、烈士。

## 生平
1947年5月入伍。1948年加入中国共产党。第二次国共内战中，立大功一次，获中国人民解放军第三野战军颁发艰苦奋斗奖章一枚。
后来奉派当学员学习飞行，成为飞行员。在抗美援朝战争中，1952年8月，王崑在一次空战中击落、击伤美军F-86飞机各1架，首开全团空战记录。在此之前，他仅有80余小时的飞行经验，驾驶米格-15战斗机仅20余小时。1953年3月27日，王崑和僚机在执行任务返航的途中，发现4架英国战斗轰炸机正要袭击中国人民志愿军地面部队。王崑和僚机在燃油所剩不多的情况下击落、击伤敌机各1架。王崑曾获朝鲜民主主义人民共和国二级战士荣誉勋章1枚。
在中华人民共和国国土防空作战中，王崑驾机自2000米高度一直打到距海平面70米，这创造了喷气式战斗机超低空作战纪录。在福建前线发生的一次空战中，王崑指挥一个中队緊急升空，击伤中华民国空军F-86飞机2架。
王崑历任飞行员、中队长、大队长、副团长等职。在抗美援朝战争和国土防空作战中，共击落敌机3架，击伤敌机2架，立一等功2次、二等功多次。1956年，王崑出席全国社会主义建设青年积极分子代表大会，受到毛泽东等党和国家领导人接见，毛泽东握着王崑的手说：“很好！我记住你，也记住你们海军航空兵十团了，祝你们多打胜仗！”
1958年10月21日，在福建前线的一次空战中，王崑因胃病突发昏迷而殉职，年仅27岁。

## 延伸阅读
- 杨肇林：《碧海长空——海军航空兵英雄飞行员王崑传》，解放军出版社，1992年